# Kováčová (district de Rožňava)
Pour les articles homonymes, voir Kováčová.
Kováčová (hongrois : Kiskovácsvágása) est un village de Slovaquie situé dans la région de Košice (district de Rožňava (hongrois : Rozsnyói járás)). La superficie est 13,818 km². Cependant, sa population est très restrainte: 59 habitants (31 décembre 2018).

## Localisation

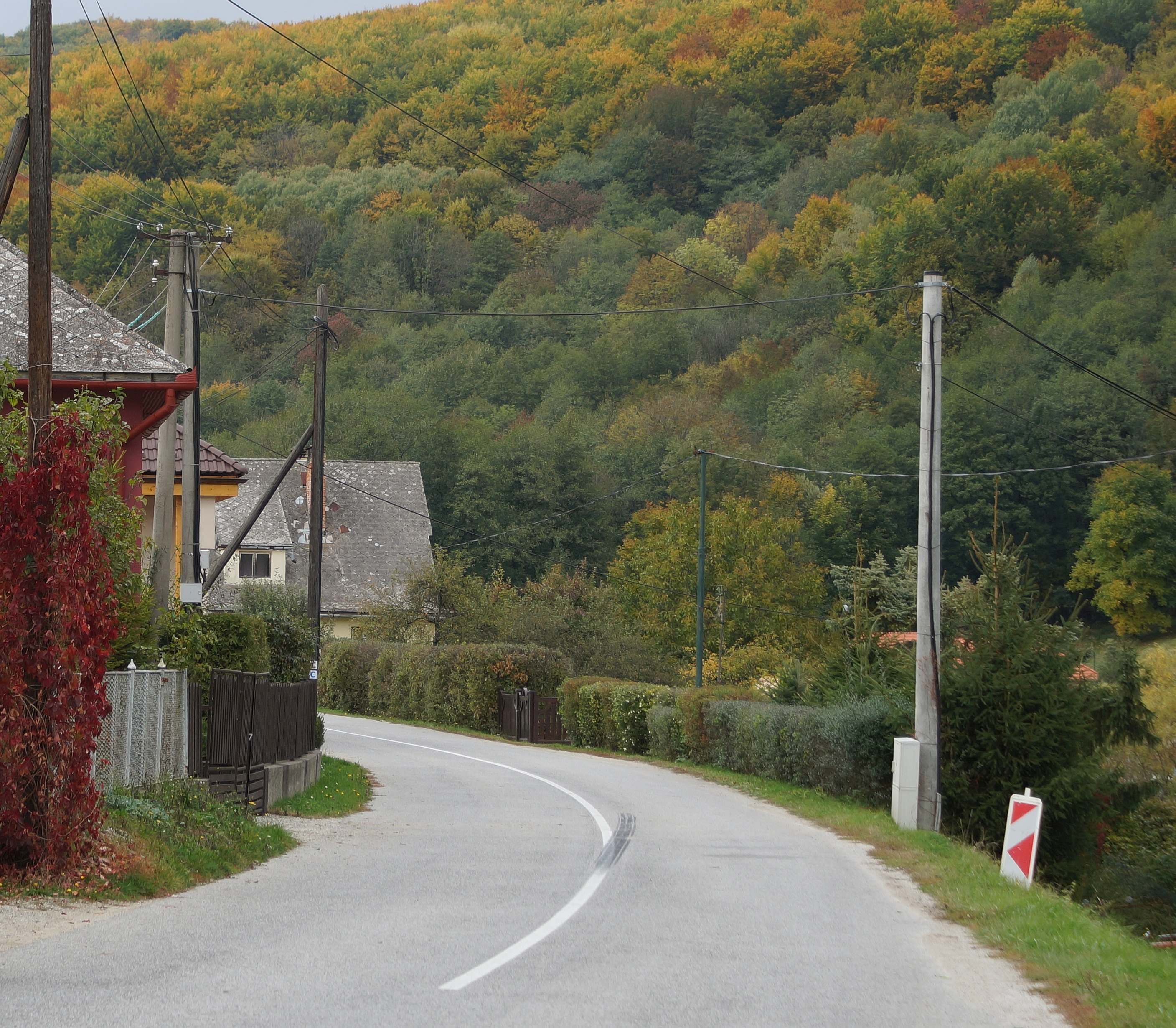
Kováčová. Superbe forêt et rue étroite.
La municipalité est située au bord d'une colline.
Il y a très peu de maisons et de résidents.

Le village aux petites maisons simples est situé à une distance de 17 km à l'est de la ville de Rožňava, dans la vallée de la Čremošná, à une altitude de 444 m. La localité est située à la frontière des montagnes Volovec (slovaque : Volovské vrchy) et du karst slovaque. La région fait partie du Parc national du karst de Slovaquie. Au-delà du village s'élève la colline Som-hegy.

## Histoire

### Moyen Âge
La colonie a été mentionnée pour la première fois dans les archives historiques en 1254, sous le nom de Kouachy. Le domaine appartenait au propriétaire du château de Krásna Hôrka. En 1346, la famille Bebek s'en est approprié. En 1364, le lieu s'appelait Kowachwagasa: probablement le prédécesseur du nom hongrois actuel.
À la fin du XVe siècle, des bergers roumains des Balkans se sont installés dans la région et le village est devenu le siège du groupe local de ces bergers.

### XVIe & XVIIe siècle
Le sol étant peu fertile, le site n'a pas été habité pendant un certain temps au XVIe siècle. Pendant l'occupation turque au XVIIe siècle, la colonie a été détruite à un point tel qu'elle s'est à nouveau dépeuplée.

### XVIIIe & IXXe siècle
Ce n'est qu'au XVIIIe siècle, en particulier en 1720, que la population a refait surface. À la fin du XVIIIe siècle, András Vályi écrivait: « Kovácsi. Village hongrois appartenant au sieur G. Andrásy. La terre est infructueuse, difficile à cultiver et rocheuse. ».
Le minerai de fer est extrait depuis des siècles dans les mines voisines. En conséquence, le nombre d'habitants a augmenté à partir de l'année 1800. En 1828, il y avait 924 habitants dans 115 maisons. L'agriculture et les mines sont devenues les activités les plus importantes.
La monographie de Borovszky au sujet du comitat de Gömör és Kis-Hont déclare: «Kovácsvágás: un petit village hongrois près du ruisseau Čremošná, avec 53 maisons et 296 habitants catholiques. Il appartenait au château de Krásna Hôrka et, avec d'autres domaines de la famille Bebeks, est entré en possession de la famille Andrásy. Auparavant, il appartenait au comitat de Torna. L'église catholique a été construite en 1858. Au bord de cet endroit se trouvait le village de Kornalippa, rasé lors de l'invasion des Tatars. Le terrain de son ancienne église est encore visible aujourd'hui. ».

### XXe & XXIe siècle
En 1910, après le déclin des activités minières, 271 personnes y vivaient encore: principalement des Hongrois. Le nom de la localité avant la Seconde Guerre mondiale était Kováčová/Kovácsi.
Jusqu'à l'entrée en vigueur du traité de Trianon le 4 juin 1920, le village appartenait au royaume de Hongrie. À l'époque, il était une partie du comitat historique de Gömör és Kis-Hont. Mais en vertu de ce traité, il a été retiré de la Hongrie après la Première Guerre mondiale et attribué à la Tchécoslovaquie voisine. Cela a causé pas mal de désaccords. Il en résultait que le premier arbitrage de Vienne (2 novembre 1938) réaffectait Kováčová à la Hongrie. La situation est restée ainsi pendant près de sept ans, de la fin de 1938 à 1945. Au cours de cette période, le nom hongrois Kiskovácsvágása était d'usage. Après la fin de la Seconde Guerre mondiale (1945), Kováčová a de nouveau été transféré en Tchécoslovaquie, entraînant une catastrophe pour les habitants hongrois. En vertu des décrets Beneš, ceux-ci sont devenus privés de leurs droits: impitoyablement expropriés et exorcisés.
Le 1er janvier 1993, lors de la scission de la Tchécoslovaquie en République tchèque et en Slovaquie, Kováčová passa sous administration slovaque.

## Population
| Année:               | 1994. | 2004.    | 2014.    | 2024.   |
| -------------------- | ----- | -------- | -------- | ------- |
| Nombre de personnes: | 116   | 94       | 62       | 60      |
| Différence:          |       | -18,96 % | -34,04 % | -3,22 % |

| Année:               | 2023. | 2024.   |
| -------------------- | ----- | ------- |
| Nombre de personnes: | 58    | 60      |
| Différence:          |       | +3,44 % |

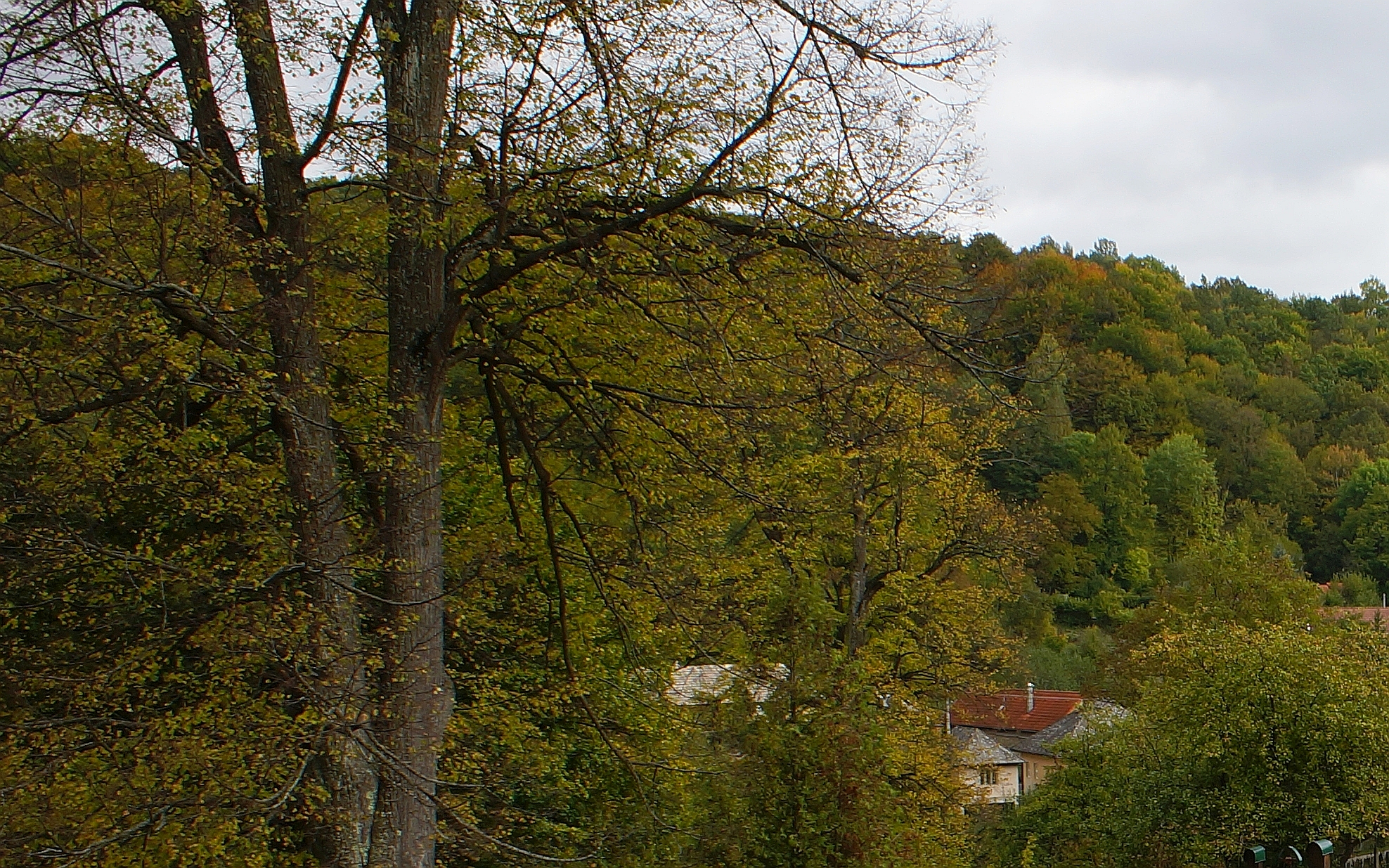
Kováčová. Colline, sol rocheux, forêts et maisons rares.

- En 2001, les Hongrois étaient à nouveau majoritaires: sur les 95 habitants, 85 étaient hongrois et 8 slovaques.
- En 2011, 59 des 76 habitants étaient hongrois et 16 slovaques.
- Au 31 décembre 2015, seulement 58 personnes y vivaient.

## Économie
Au cours des dernières décennies, la superficie agricole comprenait environ 300 hectares, dont un tiers de terres arables. Les autres sont des prairies (données de 1986). Les habitants sont principalement engagés dans l'agriculture, le travail dans la forêt, l'extraction de minerai de fer et la main-d'œuvre dans les aciéries de Bôrka et Drnava. De nos jours, ils trouvent principalement du travail dans la forêt et près de Rožňava.

## Patrimoine culturel

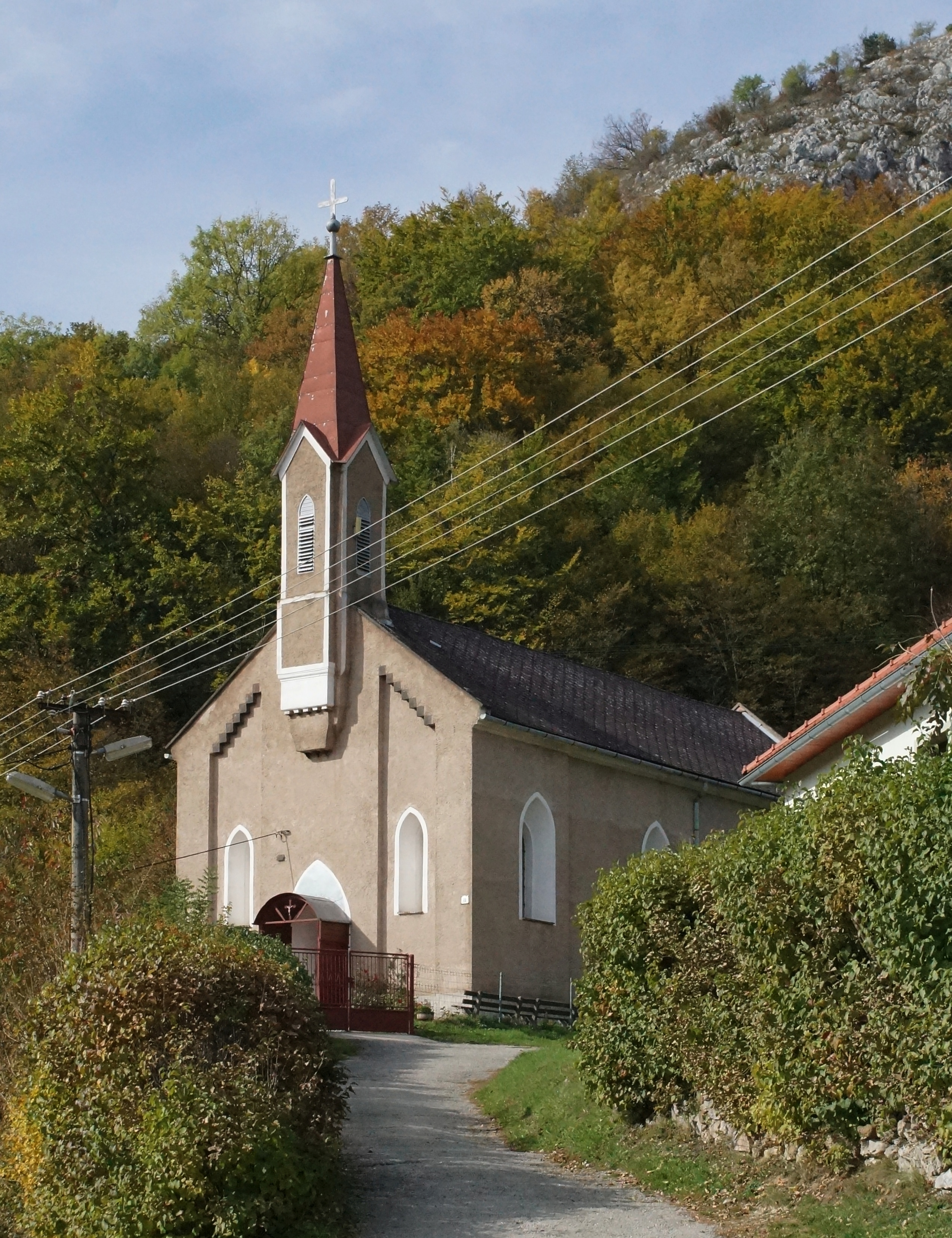
Kováčová. Église Saint-François Xavier.
Construction : 1858.

- L'église catholique romaine Saint-François Xavier (slovaque : sv. František Xaverský): un bâtiment néogothique (1858) avec une nef, une clôture de chœur semi-circulaire et une tour. L'église a été restaurée en 1900. Il y a une précieuse statue de la Vierge de la fin du XVIIIe siècle et deux croix de procession du milieu du XIXe siècle. L'intérieur contient également une plaque commémorative (1864) pour le comte Juraj Andráši, qui a financé la construction de l'église.
- Un gouffre de 150 m de profondeur s'étend sur la colline Drieňovec, qui fait partie du Parc national du karst de Slovaquie. Il s'agit d'une réserve de biosphère nationale avec des forêts typiques et des prairies rocheuses arides.

## Transport en commun

### Trains
Pour les transports en commun en train, on fait appel à la gare de Rožňava: «Zelezničná stanica Rožňava». Elle est située «Zelezničná 3011 Brzotin Kosicky 049 51 Rožňava» (près de la route n° 16). Cette gare est reliée par des trains de voyageurs rapides à Košice, Bratislava et à plusieurs autres villes et municipalités, soit directement, soit par transfert.

### Autobus
Il y a des relations en autobus vers, entre autres: Rožňava, Lúčka, Bôrka (service: nov. 2018).